# El Mango, Paso de Ovejas
El Mango är en ort i Mexiko.   Den ligger i kommunen Paso de Ovejas och delstaten Veracruz, i den sydöstra delen av landet, 290 km öster om huvudstaden Mexico City. El Mango ligger 16 meter över havet och antalet invånare är 650.
Terrängen runt El Mango är platt. Runt El Mango är det ganska tätbefolkat, med 96 invånare per kvadratkilometer. Närmaste större samhälle är Cabezas, 5,4 km norr om El Mango. Trakten runt El Mango består till största delen av jordbruksmark.